# Ooceraea

Голова муравья

Ooceraea (лат.) — род муравьёв из подсемейства Dorylinae. Около 10 видов, включая единственный модельный организм среди дорилин клональный вид Ooceraea biroi.

## Распространение
Австралия, Океания, Южная и Юго-Восточная Азия. Инвазивный вид Ooceraea biroi интродуцирован в другие регионы (Гавайи, Мадагаскар, Карибские острова, Фиджи).

## Описание
Мелкие муравьи (около 3 мм) коричневого цвета, мономорфные.
Стебелёк между грудкой и брюшком двухчлениковый (следующий за петиолем III-й абдоминальный сегмент узкий и превращён в постпетиоль), но явные перетяжки между следующими абдоминальными сегментами (IV, V и VI) отсутствуют. Проното-мезоплевральный шов развит. Проподеальные дыхальца находятся в нижней части заднегрудки. Пигидиум с модифицированными щетинками. В усиках рабочих и самок 9 (O. alii, O. australis, O. biroi, O. besucheti, O. crypta, O. fuscior, O. papuana, O. pawa, O. pusilla) или 11 члеников (O. coeca, O. fragosa, O. quadridentata), а у одного вида 8 (Ooceraea octoantenna), у самцов 11 или реже 12 члеников. Оцеллии отсутствуют, сложные глаза редуцированные (1—5 фасеток) или отсутствуют. Нижнечелюстные щупики рабочих 3-члениковые (у самцов 5), нижнегубные щупики состоят из 2 сегментов (у самцов 3). Средние и задние голени с одной гребенчатой шпорой. Куколки голые (коконы отсутствуют). Гнездятся в почве.

## Систематика
Род Ooceraea Roger, 1862 был впервые описан в 1862 году по типовому виду Ooceraea fragosa.
В дальнейшем Ooceraea рассматривался подродом или синонимом рода Cerapachys (Bolton 2003).
В 2016 восстановлен в самостоятельном родовом статусе в ходе ревизии всех кочевых муравьёв, проведённой американским мирмекологом Мареком Боровицем (Marek L. Borowiec, Department of Entomology and Nematology, Калифорнийский университет в Дейвисе, Дейвис, штат Калифорния, США).
Ooceraea близок к сестринской группе Chrysapace + Cerapachys. Первоначально род входил в состав подсемейства Cerapachyinae. В 2014 году было предложено (Brady et al.) включить его и все дориломорфные роды и подсемейства в состав расширенного подсемейства Dorylinae.
- Ooceraea alii (Bharti and Akbar, 2013) — Индия[5]
- Ooceraea australis (Forel, 1900) — Австралия
- Ooceraea biroi (Forel, 1907) — Юго-восточная Азия
- Ooceraea besucheti (Brown, 1975) — Индия[6]
- Ooceraea coeca Mayr, 1897 — Шри-Ланка
- Ooceraea crypta (Mann, 1921) — Фиджи[7]
- Ooceraea fuscior (Mann, 1921) — Фиджи
- Ooceraea fragosa Roger, 1862 — Шри-Ланка
- Ooceraea hainingensis  Gao et al., 2024 — Китай[8]
- Ooceraea octoantenna Zhou & Chen, 2020 — Китай
- Ooceraea papuana Emery, 1897 — Папуа — Новая Гвинея
- Ooceraea pawa (Mann, 1919) — Соломоновы острова
- Ooceraea pusilla Emery, 1897 — Папуа — Новая Гвинея
- Ooceraea quadridentata Yamada, Luong & Eguchi, 2018[9]